# Ізабелла I (графиня Артуа)
Ізабелла Еноська (нар. 23 квітня 1170 — 15 березня 1190) — графиня Артуа (з 28 квітня 1180), королева-консорт Франції (18 вересня 1180). Старша дочка Балдуїна V (графа Еноського) та його дружини Маргарити І (графині Фландрії). Перша дружина Філіппа II Августа. Матір короля Людовика VIII.

## Біографія

### Дитинство
Ізабелла народилась 23 квітня 1170 у Валансьєнні, в сім'ї майбутнього графа Еноського Балдуїна V та його дружини, майбутньої графині Фландрії, Маргарити I. ЇЇ народження стало розчаруванням для її батька та діда Балдуїна IV, оскільки обидва сподівались на народження хлопчика, який стане спадкоємцем графства. Народження наступного року майбутнього Балдуїна VI стало полегшенням для обох, і Балдуїн IV спокійно помер через чотири місяці після народження онука.
У віці одного року Ізабеллу заручили з майбутнім графом Шампані Генріхом II, який був племінником французької королеви Аделаїди Шампанської. У 1179 році батько Ізабелли розірвав заручини на користь майбутнього короля Франції Філіппа II, сина Аделаїди Шампанської.

### Подружнє життя
28 квітня 1180 року у віці десяти років Ізабелла вийшла заміж за Молодого короля Франції Філіппа II. В якості приданого Ізабелла отримала графство Артуа, подароване її дядьком Філіппом I (графом Фландрії). Церемонія шлюбу була проведена єпископами Генріхом Санлісським і Роджером Лаонським в церкві Святої Трійці, абатства Святого Миколая. Церемонії і святкування з цього приводу відбулися в прилеглому замку Бапом на півночі Франції.
Обоє батьків Ізабелли вели свій родовід від Карла I (герцога Нижньої Лотарингії), брата короля Лотаря і суперника Гуго Капета. Шлюб із потомком останнього каролінгського претендента та престол Франції дозволило деяким середньовічним авторам, таким як Жиль Паризький, висунути тему повернення до влади династії Каролінгів.
У 1183 році Філіп II Август, який потребував спадкоємця, думав про те щоб розлучитися з Ізабеллою. У березні 1184 року він прийняв остаточне рішення про розлучення і зібрав в Санлісі Асамблею прелатів і сеньйорів, щоб ті висловили свою думку з цього приводу. Ізабелла в цей час, як розповідає свідок Жильбер Монс, босоніж і одягнена в одяг розкаяної грішниці, пішки обійшла церкви міста, звертаючись до Бога і народу, який любив її за великодушність. Народ заступився за неї, Філіпп відступив і зберіг шлюб.

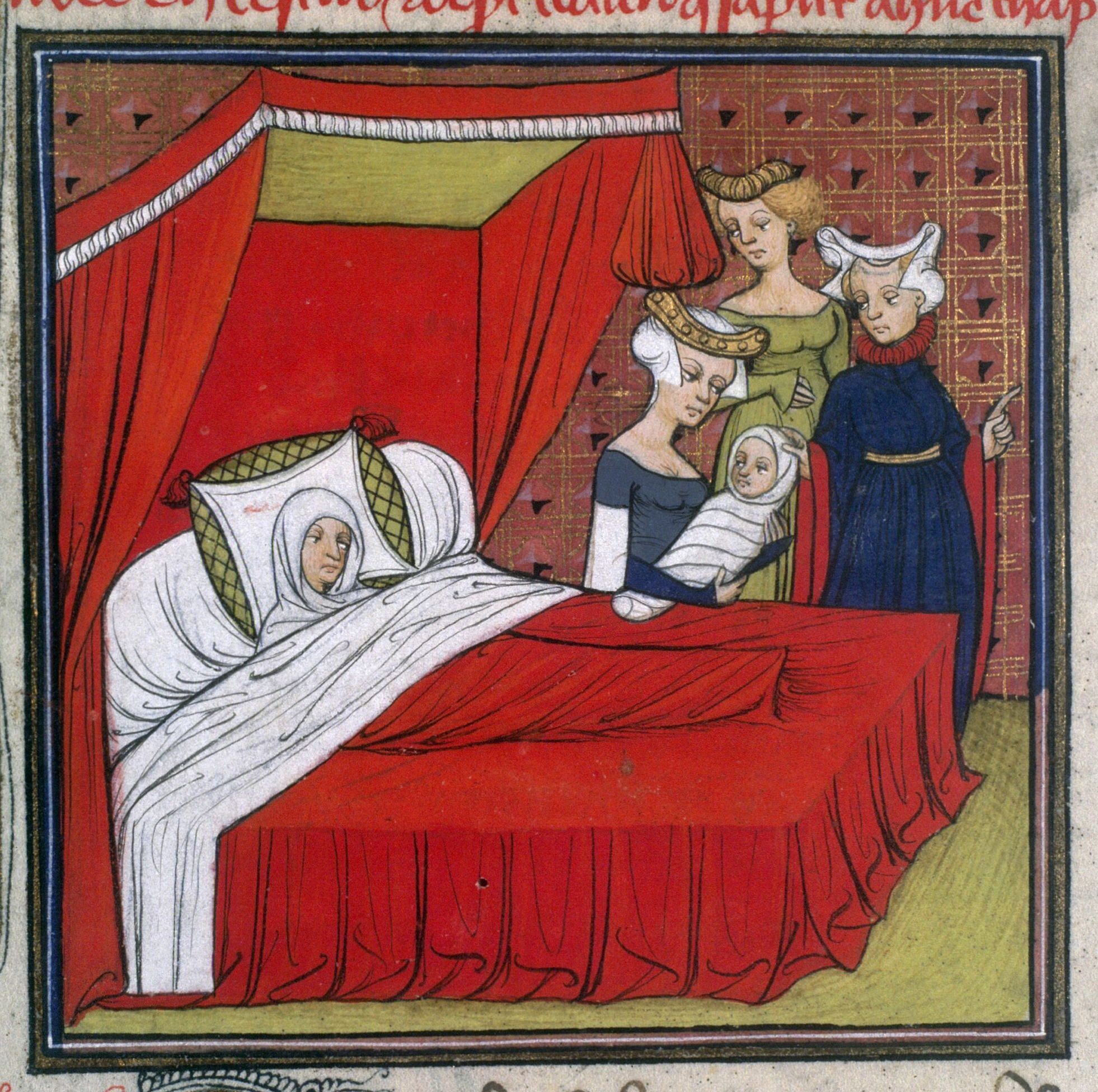
«Народження Людовика VIII»
Мініатюра XIV ст.

На думку сучасних істориків розлучення з чотирнадцятирічною дружиною був не більше ніж спробою шантажувати її батька, який в результаті покинув лігу баронів, очолювану графом Фландрії Філіппом I, і перейшов на сторону свого зятя.
Нарешті, 5 вересня 1187 року Ізабелла народила королю спадкоємця Людовика.

### Смерть
Друга вагітність Ізабелли була надзвичайно складною. 14 березня 1190 року вона народила хлопчиків-близнюків Роберта (який помер того ж дня) та Філіппа (який помер через 3 дні після цього, 17 березня). Через ускладнення при пологах Ізабелла померла в Парижі наступного дня (15 березня), у віці неповних двадцяти років. Вона була похована в Соборі Паризької Богоматері, церемонія була проведена єпископом Морісом де Сюллі. Будучи популярною королевою, її смерть викликала щиру скорботу серед народу. Її чоловік не був поряд під час її смерті, він також не був присутнім на похоронах, оскільки перебував у Нормандії, воюючи проти Річарда I (короля Англії). Коли Філіпп дізнався про її смерть, він поспіхом підписав перемир'я з Річардом і повернувся до Парижу, де вказав місцерозташування її могили і провів кілька днів у траурі, перш ніж повернутися до Нормандії наступного тижня. У листі до Папи Климента III він писав, що дуже сумує за своєю покійною дружиною.
Син Ізабелли Людовик змінив її на посаді графа Артуа. Зрештою Артуа ввійшло до складу французького домену після смерті чоловіка, коли її син став королем.

## Зовнішність

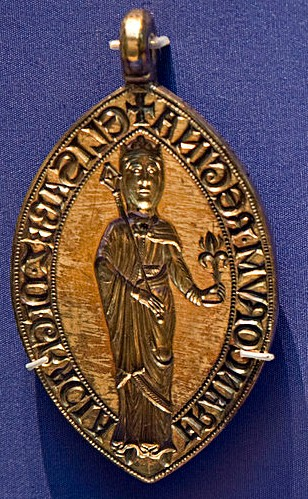
Печатка Ізабелли.

|  | Королева Ізабелла була шляхетного зросту із красивими очима. |

 У 1858 році під час ремонтних робіт в Соборі Паризької Богоматері, проведених Еженом Віолле-ле-Дюком, було знайдено могилу Ізабелли під старим хором. Тіло було ексгумовано: довжина ніг становила 90 см, її зріст при житті становив десь 1,72 — 1,75 метри. Також в труні королеви була виявлена срібна печатка (нині знаходиться в Британському музеї). Печатка мало використовуваний за її життя, але це одна з королівських печатей, що пережили Середньовіччя.

## Родина
Чоловік — Філіпп II (1165—1223), король Франції, син Людовика VII.
Діти:
- Людовик (1187—1226) — король Франції (з 1223 по 1226). Перший король Франції, який не був коронований за життя свого батька.
- Роберт (1190) — помер через декілька годин після народження. Старший брат-близнюк Філіппа.
- Філіпп (1190) — помер через три дні після народження. Молодший брат-близнюк Роберта.